# Blaenavon
Blaenavon – miasto w Wielkiej Brytanii, w południowo-wschodniej Walii, w jednostce administracyjnej Torfaen, położone nad źródłem rzeki Afon Lwyd, nieopodal Parku Narodowego Brecon Beacons. W 2011 roku miasto liczyło 6055 mieszkańców.
Co najmniej od drugiej połowy XVII wieku w okolicznych górach wydobywano żelazo. Obszar ten pozostawał jednak praktycznie niezamieszkany aż do 1788 roku, gdy otwarta została huta, jedna z największych w ówczesnym świecie. Około 1817 roku w Blaenavon na wielką skalę zaczęły powstawać głębinowe kopalnie węgla i żelaza, zastępując wcześniejsze, odkrywkowe. Rozwój górnictwa i hutnictwa spowodował znaczny napływ ludności – w 1891 roku Blaenavon zamieszkane było przez 11 452 osób.
Na przełomie XIX i XX wieku przemysł hutniczy w mieście zaczął stopniowo zanikać, aż do zamknięcia huty w 1938 roku. Produkcja węgla stale jednak rosła, a coraz większa jej część trafiała na eksport. W 1921 roku miasto osiągnęło szczytową liczbę ludności, wynoszącą 12 500 mieszkańców. Ostatnia znacząca kopalnia węgla w Blaenavon, The Big Pit, zamknięta została w 1980 roku.
W kopalni The Big Pit znajduje się obecnie muzeum górnictwa. Do dziś zachowała się m.in. huta, zabytkowa kolej Pontypool and Blaenavon Railway oraz duża część XIX-wiecznej zabudowy.
W 2000 roku miasto wraz z okolicami (obszar 32,9 km²) wpisane zostało na listę światowego dziedzictwa UNESCO pod nazwą Krajobraz przemysłowy Blaenavon (ang. Blaenavon Industrial Landscape).